# 决心级核潜艇
决心级核潜艇（Resolution-class submarine）是英国皇家海軍一级核动力弹道导弹潜艇。

## 简介
决心级的指挥台围壳后部有16具导弹发射筒，用来发射从美国购买的16枚射程为4630千米的北极星A3导弹。A3导弹有3个由英国自制的 20万吨 TNT当量分导弹头，弹头上装有一种突防装置，以克服反弹道导弹的防御。该级艇的主要自卫武器是艇首的6具533毫米鱼雷管，发射的是虎鱼MK24型线导鱼雷。
决心级潜艇的电子设备也基本上采用英国产品，包括声纳、雷达、火控系统和电子战支援措施等。随着决心级的老化，英国又在建造其第二代核动力弹道导弹潜艇，充分显示了英国独立发展海基战略核力量的决心。英国决心级弹道导弹核潜艇是英国第一代弹道导弹核潜艇，共建4艘，分别为决心号（Resolution）、声望号（Renown）、反击号（Repulse）、复仇号（Revenge）。
英国从1953年起开始研制建造核潜艇，在美国的帮助下，经过10年的努力，国内第一艘攻击型核潜艇“无畏”号服役。海军方面在总结“无畏”级的建造经验和参考第二代攻击核潜艇“勇士”级设计的基础上，研制出第一代弹道导弹核潜艇“决心”级。
“决心”级艇体采用近似拉长的水滴型，有利于水下航行。艇首水线以下设有6具鱼雷发射管，呈双排纵列布置。艏部非耐压壳设有水平舵，靠近表面甲板，舵可向上折起，避免靠岸时碰撞。指挥台围壳相对较小，后倾斜，整体呈水滴型。指挥台围壳后是弹道导弹垂直发射井，左、右舷各一排，每排8个。舰尾为“十”字型操纵面，水平、垂直翼的边缘都不与艇中心线垂直。

## 结构特征
决心级潜艇共有4艘，排水量和尺寸与美国拉斐特级相当，动力装置包括 1座RRl压水堆和2台蒸汽轮机，其中 RRl压水堆为英国第一代核反应堆，堆芯使用寿命可达8年。潜艇的水上航速20节，水下航速25节；下潜深度为300米。“决心”级艇体采用近似拉长的水滴型，有利于水下航行。艇首水线以下设有6具鱼雷发射管，呈双排纵列布置。艏部非耐压壳设有水平舵，靠近表面甲板，舵可向上折起，避免靠岸时碰撞。指挥台围壳相对较小，后倾斜，整体呈水滴型。指挥台围壳后是弹道导弹垂直发射井，左、右舷各一排，每排8个。舰尾为“十”字型操纵面，水平、垂直翼的边缘都不与艇中心线垂直。